# 458 a.C.

## Eventos
- Caio Náucio Rutilo, pela segunda vez, e Lúcio Minúcio Esquilino Augurino, cônsules romanos.
- Artaxerxes I, após receber notícias da sua derrota para os atenienses no Egito, envia Megabasus a Esparta, com uma oferta em dinheiro para que eles ataquem Atenas. Os espartanos recusam o suborno.[1]
- Artaxerxes monta um exército para Megabizo, filho de Zópiro, atacar o Egito. Megabizo era casado com uma filha de Xerxes I, Amitis.[1]